# Cham (Švýcarsko)
Cham je město v německy mluvící části Švýcarska v kantonu Zug. Leží na Švýcarské plošině, na severozápadním konci Zugského jezera, 4 kilometry západně od hlavního města Zugu a 22 kilometrů jižně od Curychu. Žije zde přibližně 17 tisíc obyvatel.

## Geografie
Cham leží na severním břehu Zugského jezera u výtoku řeky Lorze z jezera, v kopcovité krajině utvářené plochými ledovcovými morénami východně od nížiny řeky Reuss.
Kromě centra obce patří do správního obvodu obce také vesnice a osady Lindencham, Friesencham, Rumentikon, Hagendorn, Bibersee, Niederwil, Oberwil, Hatwil, Islikon, Wannhäusern, Enikon a klášter Frauenthal v Hagendornu a klášter Heiligkreuz v Chamu.
Sousedními obcemi Chamu jsou obce Zug a Steinhausen a také Knonau a Maschwanden v kantonu Curych. Cham je součástí hospodářského regionu ZugWest.

## Historie

Cham, letecký pohled (1919)

Oblast Chamu byla osídlena již před 6000 lety. Toto osídlení pokračovalo i v Římské říši. V roce 858 daroval Ludvík II. Němec statek Chama opatství Fraumünster v Curychu. Dvůr zřejmě vznikl již nějakou dobu předtím a pravděpodobně zahrnoval velkou část pozdějšího kantonu Zug i sousední oblasti. Hradní kaple svatého Ondřeje, která se nachází v prostoru nádvoří a navazuje na starší kultovní místo, je poprvé doložena v roce 1350 a pochází z karolinského období. Nedaleký farní kostel svatého Jakuba na Kirchbühlu je jmenovitě zmíněn až v roce 1348, ale je jistě starší. Vzhledem k raně či vrcholně středověkému hrobu legendárního biskupa beze jména byl až do 20. století (barokní novostavba od stavitelského mistra Singera z let 1783–1796) poutním místem.
Rozsáhlé chamské panství muselo být brzy rozděleno, o čemž svědčí vlastnictví klášterů Muri v roce 1064, Engelberg v roce 1124, Einsiedeln v roce 1217/1222, Kappel a Frauenthal ve 13. století a špitálů v Curychu a Lucernu na konci 14. století. Kromě rozptýleného majetku si curyšský Fraumünster zpočátku ponechal i patronát nad farním kostelem, který byl v roce 1244 postoupen kostnickému biskupovi a v roce 1271 předán curyšskému Grossmünsteru. Farnost v podstatě zahrnovala území dnešních obcí Cham a Hünenberg. V roce 1403 je zde první zmínka o farnících. V roce 1706 obdarovali farnost kaplanstvím a školou.
V roce 1360 získal Cham městská práva. V roce 1406 zřídilo město Zug ve svém novém správním obvodu dvě oddělené správy pro nižší soud a pozemkový majetek. Za vrchnostenskou správu odpovídal městský rychtář, jemuž pomáhali podkomoří a fojtové či tzv. šestníci. Ti byli voleni městskou radou z fojtů a tvořili fojtský soud pod vedením staršího nebo mladšího fojta. Správu pozemků měl na starosti jeden nebo dva měšťané. V roce 1432 Zug prodal část berně fojtům.

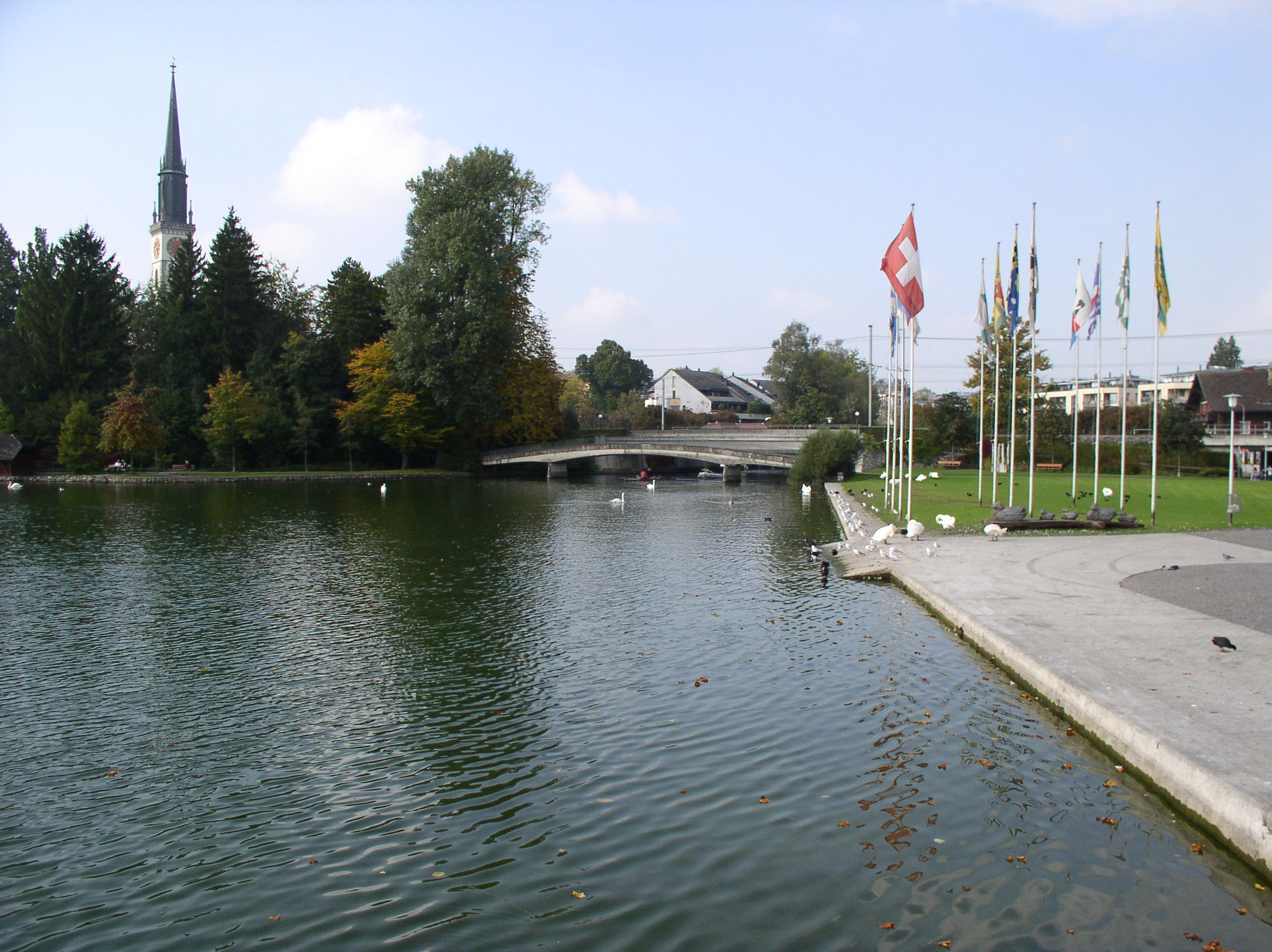
Výtok Lorze z jezera v Chamu

Od roku 1608 je medvěd heraldickým zvířetem Chamu. V 16. století reformační snahy humanisticky vzdělaného faráře Josta Müllera a jeho farního pomocníka ztroskotaly na odporu obyvatelstva a městských úřadů. Kolem roku 1540 město zlepšilo spojení s Chamem vybudováním takzvané Sumpfstrasse podél Zugersee. Snížení hladiny jezera (vyhloubení řeky Lorze u Chamu), které v letech 1591–1592 provedl městský stavitel Jost Knopfli, zajistilo jeho existenci. S tím byl spojen i značný zisk užitkové půdy, kterou Zug prodal družstvu Städtli. Staré lázně Lorzenbad naopak zanikly, oživeny byly jen na krátkou dobu na počátku 19. století. Na křižovatce Sumpfstrasse v Chamu udržovalo město Zug celní stanoviště, které po roce 1803 nadále spravoval kanton.
Cham zůstal až do 19. století malou zemědělskou obcí. Obchodní cestu přes Cham - obcházející Sust a celnici města Zug - zablokoval v roce 1491 spolkový rozhodčí soud předepsáním cesty přes město. Vedle významného rybářství, určitého pěstování vína a rostoucího ovocnářství převládalo pěstování obilí. V hospodářské sféře si rychtáři dokázali poradit sami, pokud nejednali v rozporu se zájmy města. Téměř v každé čtvrti existovaly od konce 15. století malé majetkoprávní korporace, které vydávaly městem potvrzené statuty o užívacích a družstevních právech. V 18. století začala industrializace a zároveň se zvýšil počet obyvatel z 1321 v roce 1850 na přibližně 10 000 v roce 1986.
V roce 1991 byla Chamu udělena Wakkerova cena za rozumné využití stavební struktury, volných prostranství a dopravních ploch. V roce 2001 byla Chamu udělena značka Energy City. V roce 2004 mu byla po mimořádném úsilí v daných oblastech udělena cena European Energy Award Gold, tj. zlatá energetická značka. Cham je tak čtvrtou obcí ve Švýcarsku, která toto ocenění získala.

## Obyvatelstvo

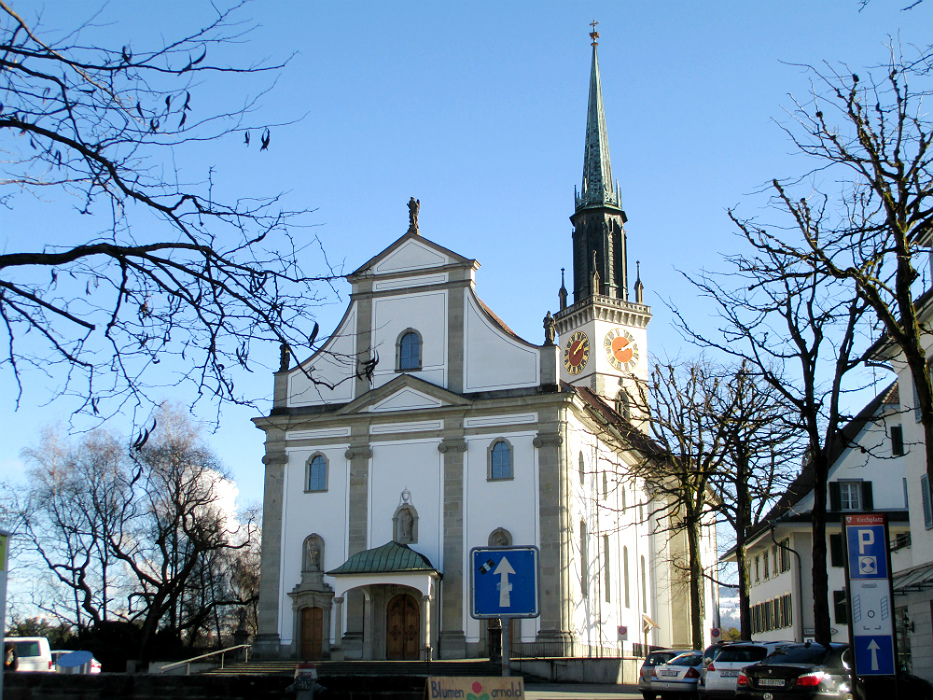
Farní kostel sv. Jakuba v Chamu

| Rok            | 1771 | 1850 | 1888 | 1900 | 1950 | 1970 | 2000   | 2013   |
| Počet obyvatel | 839  | 1321 | 3140 | 3025 | 5486 | 8209 | 13 159 | 15 020 |

## Hospodářství
Na konci 19. století se v Chamu prosadil mlékárenský průmysl, kde byla v roce 1866 založena Anglo-švýcarská společnost na kondenzované mléko (Anglo-Swiss Condensed Milk Company), která zpracovávala mléko na kondenzované mléko v tzv. Milchsüüdi. Mezi další velké společnosti ve městě patří Cham Paper Group Holding, Maggi (která zde má své celosvětové sídlo) a Varo Energy.

## Doprava

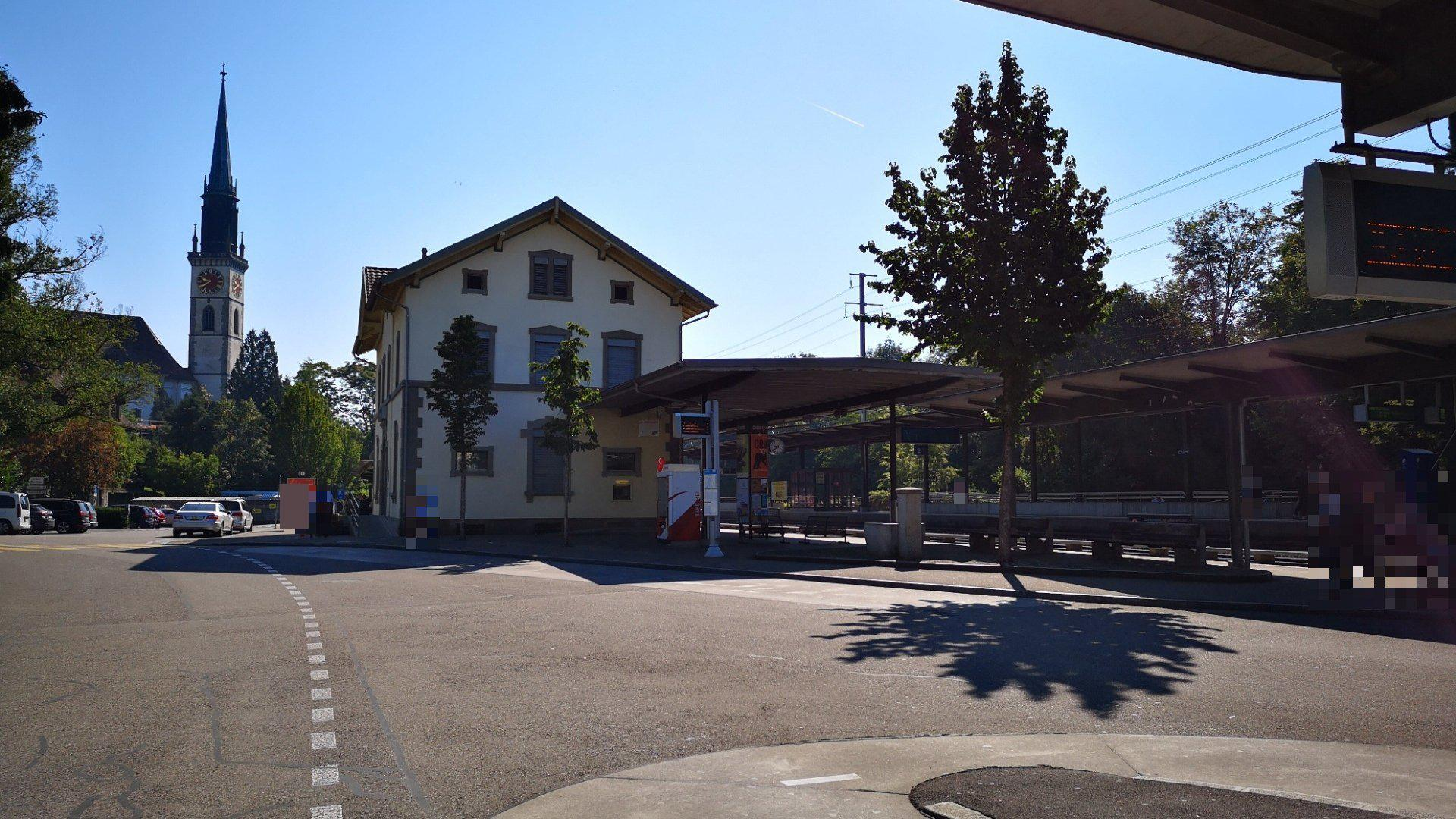
Železniční stanice Cham

Nádraží Cham a stanice Alpenblick leží na železniční trati z Zugu do Lucernu.
V oblasti Chamu se nachází dálniční křižovatka Belgi (dálnice A4 a A14) s dálničními sjezdy Cham a Zug.
Na břehu Zugského jezera se nachází přístaviště lodní společnosti Zugersee Schifffahrt.

## Partnerská města
- Cham, Německo, od roku 1981[3]